# Шеулія (комуна)
Шеулія (рум. Șăulia) — комуна у повіті Муреш в Румунії. До складу комуни входять такі села (дані про населення за 2002 рік):
- Леорінца-Шеулія (169 осіб)
- Мечикешешть (160 осіб)
- Педуря (130 осіб)
- Шеулія (1658 осіб) — адміністративний центр комуни

Комуна розташована на відстані 285 км на північний захід від Бухареста, 28 км на захід від Тиргу-Муреша, 49 км на схід від Клуж-Напоки.

## Населення
За даними перепису населення 2002 року у комуні проживали 2117 осіб.
Національний склад населення комуни:
| Національність   | Кількість осіб | Відсоток |
| ---------------- | -------------- | -------- |
| румуни           | 1849           | 87,3%    |
| цигани           | 244            | 11,5%    |
| угорці           | 21             | 1,0%     |
| росіяни-липовани | 3              | 0,1%     |

Рідною мовою назвали:
| Мова      | Кількість осіб | Відсоток |
| --------- | -------------- | -------- |
| румунська | 1942           | 91,7%    |
| циганська | 152            | 7,2%     |
| угорська  | 20             | 0,9%     |
| російська | 3              | 0,1%     |

Склад населення комуни за віросповіданням:
| Релігія            | Кількість осіб | Відсоток |
| ------------------ | -------------- | -------- |
| православні        | 1703           | 80,4%    |
| греко-католики     | 153            | 7,2%     |
| п'ятдесятники      | 92             | 4,3%     |
| реформати          | 16             | 0,8%     |
| адвентисти         | 13             | 0,6%     |
| бретрени           | 13             | 0,6%     |
| не релігійні       | 4              | 0,2%     |
| римо-католики      | 1              | < 0,1%   |
| не вказали релігію | 4              | 0,2%     |